# Adrian Aeschbacher
Pour les articles homonymes, voir Aeschbacher.
Adrian Aeschbacher (né le 10 mai 1912 à Langenthal et mort le 9 novembre 2002 à Zurich) est un pianiste et claveciniste suisse.

## Biographie
Le vocable de « claveciniste » peut recouvrir des réalités fort diverses. Dans le large spectre qui va de l'instrumentiste exclusivement adonné au clavecin, au musicien qui ne l'emploie que très épisodiquement et marginalement, Adrian Aeschbacher fait clairement partie de la dernière catégorie.[réf. nécessaire]
Ce pianiste suisse, né en 1912, étudie au conservatoire de Zurich, puis à Berlin avec Artur Schnabel. Il effectue une tournée de concerts en Europe en 1935. Plus tard il joue sous la direction de Wilhelm Furtwängler, avec lequel il enregistre le Deuxième concerto de Brahms ainsi que le premier concerto pour piano de Beethoven au festival de Lucerne le 27 août 1947. En 1965, il est nommé professeur à l'Académie de Musique de Sarrebrück.
De son incursion dans l'univers du clavecin, nous est resté un enregistrement sur disque vinyle de concertos pour trois et quatre clavecins de Bach, avec Karl Richter, Eduard Müller et Hans Gurtner.
En tant que pianiste, il a enregistré plusieurs 78 tours : les quatre impromptus, opus 90 et les deux premiers impromptus, opus 142 de Schubert, ainsi que la Chaconne de Haendel.